# Мехильонес
Мехильонес (исп. Mejillones) — город и морской порт в Чили. Административный центр одноимённой коммуны. Население города — 7825 человек (2002). Город и коммуна входит в состав провинции Антофагаста и области Антофагаста .
Территория — 3803,9 км². Численность населения — 13 467 жителя (2017). Плотность населения — 3,54 чел./км².

## Расположение
Город расположен в 60 км на север от административного центра области — города Антофагаста.
Коммуна граничит:
- на севере — коммуна Токопилья
- на востоке — коммуны Мария-Элена, Сьерра-Горда
- на юге — коммуна Антофагаста
- на западе — Тихий океан

## Демография
Согласно сведениям, собранным в ходе переписи 2017 г  Национальным институтом статистики (INE),  население коммуны составляет:
| Полное население                          | Полное население                          | Полное население                          | Полное население                          | Полное население                          | 13 467 |
| ----------------------------------------- | ----------------------------------------- | ----------------------------------------- | ----------------------------------------- | ----------------------------------------- | ------ |
| в том числе:                              | Городское население                       | 12 954                                    | Процент городского населения, %           | 96,19                                     |        |
|                                           | Сельское население                        | 513                                       | Процент сельского населения, %            | 3,81                                      |        |
|                                           | Мужское население                         | 8 035                                     | Процент мужского населения, %             | 59,66                                     |        |
|                                           | Женское население                         | 5 432                                     | Процент женского населения, %             | 40,34                                     |        |
| Плотность населения, чел/км²              | Плотность населения, чел/км²              | Плотность населения, чел/км²              | Плотность населения, чел/км²              | Плотность населения, чел/км²              | 3,54   |
| Население коммуны в % к населению области | Население коммуны в % к населению области | Население коммуны в % к населению области | Население коммуны в % к населению области | Население коммуны в % к населению области | 2,22   |

| Динамика изменения населения коммуны | Динамика изменения населения коммуны | Динамика изменения населения коммуны | Динамика изменения населения коммуны |
| ------------------------------------ | ------------------------------------ | ------------------------------------ | ------------------------------------ |
| 1992                                 | 2002                                 | 2012                                 | 2017                                 |
| 6315                                 | 8418▲                                | 9752▲                                | 13467▲                               |

## Важнейшие населенные пункты[4]
| № | Название     | Название (исп.) | Статус  | Население чел. (2017) | На карте                        |
| - | ------------ | --------------- | ------- | --------------------- | ------------------------------- |
| 1 | Мехильонес   | Mejillones      | город   | 12 784                | 23°06′02″ ю. ш. 70°26′50″ з. д. |
| 2 | Мичилья-Бахо | Michilla Bajo   | поселок | 293                   | 22°43′56″ ю. ш. 70°16′52″ з. д. |
| 3 | Орнитос      | Hornitos        | поселок | 167                   | 22°42′41″ ю. ш. 70°16′32″ з. д. |